# Hasan ibn Abī Numaiy
Hasan ibn Abī Numaiy Muhammad (arabisch حسن بن أبي نميّ محمد, DMG Ḥasan ibn Abī Numaiy Muḥammad geb. 7. Januar 1526, gest. 29. November 1601 im Nadschd) war von 1584 bis 1601 regierender Scherif von Mekka, nachdem er bereits von 1540 bis 1553 zweiter Mitregent und von 1553 bis 1584 erster Mitregent gewesen war.
Von arabischen Gelehrten und Geschichtsschreibern wird Hasan ibn Abī Numaiy sehr positiv beurteilt. Zum einen wird hervorgehoben, dass er im Hedschas durch militärische Stärke und Verfolgung von Verbrechen für Sicherheit und Stabilität sorgte, zum anderen wird betont, dass er großzügig Dichter und Gelehrte förderte. Der ägyptische Gelehrte al-Chafādschī (gest. 1659) wird mit der Aussage zitiert, der Hedschas habe mit dem Scherifen Hasan einen ähnlichen Höhepunkt des Ruhms (intihāʾ ṣuʿūd aš-šaraf) erreicht wie zeitgleich der Maghreb mit Ahmad al-Mansūr und das Osmanische Reich mit Murād III. Vor dem Hintergrund dieser Bewertungen urteilte Gerald de Gaury, dass die Herrschaftsperiode Hasan ibn Abī Numaiys ein „goldenes Zeitalter“ in der Geschichte Mekkas gewesen sei. Der mekkanische Historiograph ʿAbd al-Malik al-ʿIsāmī (gest. 1699) meinte sogar, dass Hasan das Herrschaftsgebiet der beiden Heiligtümer zu einem Kalifat gemacht habe (ṣaiyar wilāyat al-ḥaramain ḫilāfa) und bezeichnet ihn selbst als "Kalifen der beiden Heiligtümer" (ḫalīfat al-ḥaramain).

## Abstammung und Geburt
Hasan war sowohl von väterlicher als auch von mütterlicher Seite her scherifischer Herkunft. Seine Mutter Fātima war eine Tochter von Subāt ibn ʿAnqā, einem Nachkommen des Scherifen Abū Numaiy Muhammad I. ibn Abī Saʿd, der von 1254 bis 1301 über Mekka herrschte. Er wurde am 23. Rabīʿ al-awwal 932 (= 7. Januar 1526) geboren, wenige Monate, nachdem sein Großvater Barakāt verstorben war.

## Herrscherliche Karriere
Um 1540 wurde Hasans Bruder Ahmad zum Kronprinzen ernannt und erhielt den Mantel der Herrschaft (ḫilʿat al-iyāla wa-l-amāra), während Hasan selbst den zweiten Mantel (al-ḫilʿa aṯ-ṯāniya) erhielt. Als sein Bruder Ahmad 1553/54 starb, bekleidete ihn der Vater mit dem ersten Mantel und machte ihn zu seinem Mitregenten. Fortan wurde auf den Minbars das Bittgebet auch für ihn gesprochen, osmanische Sultansschreiben wurden in seinem Namen beantwortet und die Herrschaftszeremonien zu seinen Ehren abgehalten. Hasans Bruder Thaqaba erhielt zur gleichen Zeit den zweiten Mantel. Das scherifische Herrschaftsgebiet erstreckte sich zu dieser Zeit über den gesamten Hedschas von Chaibar im Norden über Medina, Yanbuʿ, Mekka und Dschidda bis nach Haly im Süden und schloss auch die Küstenebene von Dschaizān an der Grenze zum jemenitischen Hochland ein.
Einer der ersten erfolgreichen Kriegszüge Hasans war eine Strafexpedition Ende des Jahres 963 (= Oktober 1556) gegen den Stamm der Schammar, der zuvor im Wadi al-Furaisch die Pilgerkarawane von Medina angegriffen hatte. Am Ende dieser Militäraktion konnte er mit den in Ketten gelegten Häuptlingen der Schammar in Medina einziehen, womit er der Bevölkerung der Stadt wirkungsvoll seine Macht demonstrierte. Der Gelehrte Nūr ad-Dīn al-Dschamm fasste bei dieser Gelegenheit ein längeres Lobgedicht auf ihn ab. Im November 1566 leitete Hasan in Mekka die Trauerzeremonien für den wenige Wochen vorher verstorbenen osmanischen Sultan Süleyman I.
Im Jahre 982 (= 1574/75 n. Chr.) unternahm Hasan mit 50.000 Kämpfern eine Strafexpedition gegen den Gebirgsort Midbaʿ. Grund dafür soll die Vertragsbrüchigkeit der Bewohner dieses Ortes und ihr Übertreten der Scharia gewesen sein. Nachdem Hasan die Leute von Midbaʿ unterworfen hatte, zog er ihr Vermögen ein und setzte in dem Ort einen Statthalter ein, der dort die Einhaltung der Scharia durchsetzte. Auf dem Rückweg unterwarf er außerdem den Stamm der Badschīla, entwaffnete ihn und zwang ihn zur Einhaltung der Scharia und der jährlichen Entrichtung der Grundsteuer.
Bis zum Tod seines Vaters am 9. Muharram 992 (= 22. Januar 1584) blieb Hasan Mitregent seines Vaters. Danach übernahm er die Alleinherrschaft des Hedschas. Während dieser Zeit führte er zahlreiche militärische Unternehmungen durch, mit denen er jedoch fast ausschließlich seine Söhne betraute. Auf diese Weise konnte er seine Herrschaft auch bis an die Ränder des zentralarabischen Hochlandes ausdehnen.

## Herstellung von allgemeiner Sicherheit
Von Zeitgenossen wird lobend hervorgehoben, dass es Hasan ibn Abī Numaiy gelang, die Karawanenwege zu sichern. Am Anfang seiner Regierung, so berichtet der Gelehrte ʿAbd al-Qādir at-Tabarī in dem Kommentar zu einem von ihm selbst verfassten panegyrischen Gedicht, "sind die Wege noch gefürchtet gewesen und die Landstriche noch ungezähmt." Selbst wer von Mekka die kurze Strecke nach Tanʿīm hinausging, um die ʿUmra zu vollziehen, sei gezwungen gewesen, eine Eskorte aus der Reihe der Mächtigen mitzunehmen. Wer das nicht tat, habe Leben und Vermögen aufs Spiel gesetzt. Hasan ibn Abī Numaiy habe Wachen aufgestellt, die Araber für alles, was den Leuten abhandenkam, zur Verantwortung gezogen und sie mit den schwersten Strafen wie dem Anhängen ans Kreuz und dem Abhauen der Hände belegt, „bis im ganzen Lande Frieden und Ordnung herrschte“ (ḥattā ṣaluḥa ḥāl al-ʿālam ġāyat al-iṣlāḥ). Selbst Karawanen mit wertvollen Gütern, so lobt der spätere Biograph Muhammad al-Amīn ibn Fadlallāh al-Muhibbī (gest. 1699), seien unter Hasan nur mit wenigen Männern durch gefürchtete und gefährliche Gegenden gezogen.
Was die Innenpolitik anlangt, so betonen Historiographen wie ʿAbd al-Malik al-ʿIsāmī, dass es zu den Besonderheiten Hasans gehörte, dass er in seinen Geschäftsbeziehungen Scharia und kodifiziertes Recht (qānūn muḥarrar) zugrunde legte. Außerdem soll er mit großer Findigkeit Verbrechen aufgeklärt haben, wobei er auch Methoden der Spurensicherung anwandte. Hasan selbst soll auch des Persischen und Türkischen mächtig gewesen sein, allerdings im Gespräch und in der Korrespondenz von Übersetzern Gebrauch gemacht haben.
Mit der Sicherheit ging eine allgemeine Belebung Mekkas einher. Während andere Zeitgenossen diese auf die osmanische Oberherrschaft zurückführten, deutete ʿAbd al-Qādir at-Tabarī sie eher als ein Werk des Scherifen. In einem panegyrischen Gedicht auf Hasan ibn Abī Numaiys schrieb er:
Wa-šāʿa hāḏā l-amnu min-hū wa-štahar

muʿaṭṭiran bāqiya l-mamāliki l-uḫar

Fa-kullu man ḥaǧǧa ilā l-bayti l-ḥarām

wa-šāhada l-amna staḫāra fī l-muqām

[…]

Fa-min hunā Makkatu ṣārat miṣran

maḥšūdatan bi-l-ʿālimīna ṭurran

wa-qabla haḏā l-ʿahdi lam yuqim bi-hā

illā unāsun šuġifū bi-ḥubbi-hā
Und diese Sicherheit, die er geschaffen,

duftete in die anderen Reiche hinüber,

jeder, der zum Heiligen Haus pilgerte und

diesen Frieden sah, wünschte zu bleiben.

[…]

Und so wurde Mekka zu einer Metropole,

voll von Gelehrten von überall her.

Vor dieser Zeit dagegen blieben nur diejenigen,

die sie leidenschaftlich liebten.

## Patronage von Gelehrten und Dichtern
Viele Autoren berichten davon, dass Hasan großzügig Dichter und Gelehrte förderte. Der wichtigste von ihnen war ʿAbd al-Qādir at-Tabarī (gest. 1623), der aus einer sehr angesehenen husainidischen Familie Mekkas stammte. Er hatte bei Hasan eine sehr hohe Stellung und diente ihm als ständiger Begleiter (muṣāḥib). Auch der Gelehrte Chidr ibn ʿAtā' al-Mausilī (gest. 1598) trat in seine Dienste. Er widmete ihm sein Werk al-Isʿāf, einen Kommentar zu den Belegstellen des Kaššāf von az-Zamachscharī, für den er im Januar 1595 vom Scherifen 1000 Dinar erhielt. Außerdem dichtete Chidr zu seinem Lob eine Qasīda und verfasste für ihn ein langes Radschaz-Gedicht über die Verdienste seiner Familie und ihre Kriegstaten. Auch der bekannte arabische Arzt Dāwūd al-Antākī (gest. 1599) hielt sich längere Zeit in dem geselligen Kreis al-Hasans auf.
Der Gelehrte an-Nāzim erhielt für die Überreichung seines Kommentars zu der Qasīda al-Maqsūra von Ibn Duraid 1000 Dinar. Mehrere zeitgenössische mekkanische Gelehrte, unter anderen Salāh ad-Dīn al-Quraschī (gest. 1572), Abū Bakr ibn ʿAlī al-Dschamāl al-Ansārī (gest. 1598), Ibrāhīm al-ʿAbdalī (gest. 1614) und der bereits genannte ʿAbd al-Qādir at-Tabarī verfassten panegyrische Gedichte auf ihn. Auch Dichtern im Jemen, die Lobgedichte auf ihn verfassten und ihm zuschickten, ließ Hasan großzügige Geldgeschenke zukommen. Als er eine scherifische Dame heiratete, schenkte ihm die väterliche Tante von Akbar, die zu der Zeit in Mekka weilte, einen Behälter mit Gold. Dieses behielt Hasan nicht für sich, sondern ließ es während der Hochzeitsgesellschaft unter den Koranlesern, die während der Feier Lobgedichte auf seinen Vorfahren Mohammed rezitierten, verteilen.
Voraussetzung dafür, dass sich Mekka in der Zeit von Hasan zu einer „Gelehrtenmetropole“ entwickelte, war nach ʿAbd al-Qādir at-Tabarī, dass der Herrscher auf einen alten Brauch verzichtete, den die früheren Scherifen gepflegt hatten. Sie hatten nämlich regelmäßig am Ende der Wallfahrt mit dem Ruf „Ihr Syrer nach Syrien, ihr Jemeniten in den Jemen“ (Yā ahla š-Šaʾmi Šaʾmu-kum, yā ahla l-Yamani Yamanu-kum) die Pilger dazu aufgefordert, zügig in ihre Heimat zurückzukehren, so dass nur die Bewohner aus den alteingesessenen Familien (ḏawū l-buyūtāt al-qadīma) in der Stadt verblieben. Nach der Aufgabe dieses Brauchs, so ʿAbd al-Qādir weiter, habe nun ein jeder nach der Mudschāwara, dem Aufenthalt in der Heiligen Stadt, gestrebt.
Hasan soll auch die Bewohner von Medina großzügig mit Sadaqa-Zahlungen bedacht haben. Wenn er zum Besuch des Prophetengrabes in dieser Stadt weilte, verteilte er unter den Gelehrten, Bediensteten und Ribāt-Bewohnern Geld entsprechend einer von seinem Vater übernommenen Liste, ging aber meistens über die dort verzeichneten Beträge noch hinaus.

## Sein Wesir Ibn ʿAtīq
Auf politischer Ebene versuchte Hasan ibn Abī Numaiy die Position des Scherifen zu der eines regulären islamischen Herrschers auszubauen. Dazu gehörte, dass er sich einen Palast, das sogenannte Dār as-saʿāda, erbauen ließ und als erster Scherif im Jahre 1003 (1594/1595 n. Chr.) einen Wesir nahm. Bei der Besetzung des von ihm geschaffenen Amtes hatte er allerdings keine glückliche Hand. Der von ihm ausgesuchte Mann, ʿAbd ar-Rahmān ibn ʿAbdallāh Ibn ʿAtīq aus dem Hadramaut, wurde dafür bekannt, dass er seine Position als oberster Gerichtsherr dazu ausnutzte, um sich bei Todesfällen mit gefälschten Schuldurkunden das Erbe der Verstorbenen anzueignen. Auf diese Weise brachte er das Vermögen einer großen Zahl von Mekkanern, Kaufleuten und Pilgern in seinen Besitz. Da Ibn ʿAtīq das volle Vertrauen des Scherifen Hasan genoss, traute sich niemand, gegen ihn vorzugehen. Erst nach dem Tode Hasans im Jahre 1601 wurde er von dem neuen Scherifen Abū Tālib zur Rechenschaft gezogen und gefangengesetzt. Das Wirken Ibn ʿAtīqs überschattete die letzten Regierungsjahre von Hasan ibn Abī Numaiy, so dass ein späterer Geschichtsschreiber urteilte: „Insgesamt gab es keinen besseren (aḥsan) als Hasan, doch litten die Menschen in seiner Zeit unter seinem Wesir“.

## Übertragung der Herrschaft an seine Söhne und Tod
Al-Hasan hatte 25 Söhne, nämlich Sālim, ʿAlī, Abū l-Qāsim, Husain, Masʿūd, Bāz, Abū Tālib, ʿUqail, ʿAbd al-Muttalib, ʿAbdallāh, ʿAbd al-Karīm, ʿAbd al-Muhsin, ʿAdnān, Idrīs, Fahd, Schanbar, ʿAbd al-Munʿim, al-Murtadā, Hazzāʿ, ʿAbd al-ʿAzīz, ʿUbaidallāh, Dschūdallāh, Barakāt, Qāyitbāy, Muhammad al-Hārith und Ādam, und 22 Töchter, darunter Schamsīya, Rauda, Urainab, Samda, Balchascha, Yāqūta, 2 Fātimas, 2 ʿAzīzīyas, Zain al-Hubūsch, Rīma, Dscharbūʿa, Zain asch-Scharaf, Salāma, Kathīra, Minā, Muzna, Huraimila, Haifā', Rāya und ʿAzzā. Einige starben schon zu seinen Lebzeiten.
Von den Söhnen betraute er die sieben erstgenannten mit wichtigen Aufträgen und Gesandtschaften. Sein Sohn Husain diente als Stellvertreter beim Vorsitz im Gericht. Nach dessen Tod übernahm diese Aufgabe sein Bruder Masʿūd. Er erhielt auch die Befugnis, in der Verwaltung des Reiches die obersten Beamten und Richter anzustellen, starb aber bereits 1594. Im Jahre 1599 bat Hasans Sohn Abū Tālib seinen Vater darum, dafür zu sorgen, dass ihm der Herrschaftsmantel verliehen würde. Hasan kam diesem Wunsch nach und veranlasste, dass bei der Bestallung sein Sohn Abū Tālib, welcher damals der älteste seiner Söhne war, den ersten Mantel und sein eigener Bruder Thaqaba den zweiten Mantel erhielt. Thaqaba, der der älteste Bruder von Hasan war, kam aber kurze Zeit danach ums Leben. Deshalb wurde beim Haddsch des Jahres 1008 (d. h. im Juni 1600) der zweite Mantel Hasans zweitältestem Sohn ʿAbd al-Muttalib verliehen. Zu Anfang des Jahres 1009 (= Juli 1600) schickte al-Hasan seinen Assistenten Bahrām Āghā mit Geschenken an die Hohe Pforte und bat den osmanischen Sultan Mehmed III. darum, die Übertragung der Herrschaft auf seinen Sohn Abū Tālib zu bestätigen. Diese Bitte wurde gewährt, und die gewünschte Bestätigung kam Ende des Jahres (d. h. im Juni 1601) aus Istanbul. Abū Tālib fungierte fortan als Hasans Mitregent, und man sprach beim Freitagsgebet das Bittgebet für ihn.
Am 8. Rabīʿ ath-thānī 1010 (= 6. Oktober 1601) begab sich Hasan auf einen Kriegszug in den Nadschd, wo er in dem Ort ar-Rifāʿīya Halt machte. Am Dienstag, den 1. Dschumādā II 1010 (= 27. November 1601), erkrankte er. Da sich am folgenden Tag sein Zustand weiter verschlechterte, bereiteten seine Begleiter die Pferde für die Rückkehr nach Mekka vor. In der Nacht zum Donnerstag, den 3. Dschumādā II 1010 (= 29. November 1601), starb er unterwegs. Sein Tod wurde allerdings erst am Donnerstagmorgen entdeckt, weil er in einer Sänfte auf Maultieren transportiert wurde. Seine Begleiter beschleunigten daraufhin das Reisetempo und überwanden die zehn Tagesreisen lange Entfernung bis nach Mekka trotz der widrigen Wetterumstände in nur anderthalb Tagen, so dass sie am frühen Morgen des Samstag in Mekka ankamen. Die Aktion wurde als ein Wunder betrachtet. Noch in der gleichen Nacht nahm man die Totenwaschung vor, hüllte den verstorbenen Herrscher in Leichentücher und hielt unter großer Beteiligung der Gelehrten, Scherifen und des Volkes in der Heiligen Moschee das Totengebet für ihn ab. Anschließend begrub man ihn auf dem Miʿlāt-Friedhof und errichtete über seinem Grab eine prächtige Qubba.
Abū Tālib, der nach al-Hasans Tod die Herrschaft über Mekka übernahm, ließ als eine der ersten Amtshandlungen Hasans Wesir Ibn ʿAtīq ins Gefängnis werfen. Dieser nahm sich im Gefängnis selbst das Leben und starb am 4. Dezember 1601 einen unehrenhaften Tod. Das Erbe Hasans wurde unter 17 Söhnen und 14 Töchtern aufgeteilt. Ausgenommen waren die Waffen, Pferde und Sklaven, die an seinen Nachfolger Abū Tālib übergingen.